# Entactina
L'entactina (anche chiamata nidogen) è una glicoproteina strutturale di 148 KDa presente nella membrana basale a livello della lamina densa, presenta tre porzioni globulari connesse da due tratti lineari flessibili. Si lega alla laminina e al collagene IV nelle membrane basali mediandone il legame. Questa proteina è codificata nell'uomo dal gene NID-1.